# Kalitva
La rivière Kalitva (en russe : Калитва) est un cours d'eau s'écoulant en Russie, dans l'oblast de Rostov, et se jetant dans le Donets, en rive gauche. Le Donets est le principal affluent du fleuve Don, qui se jette dans la mer d'Azov.

## Géographie

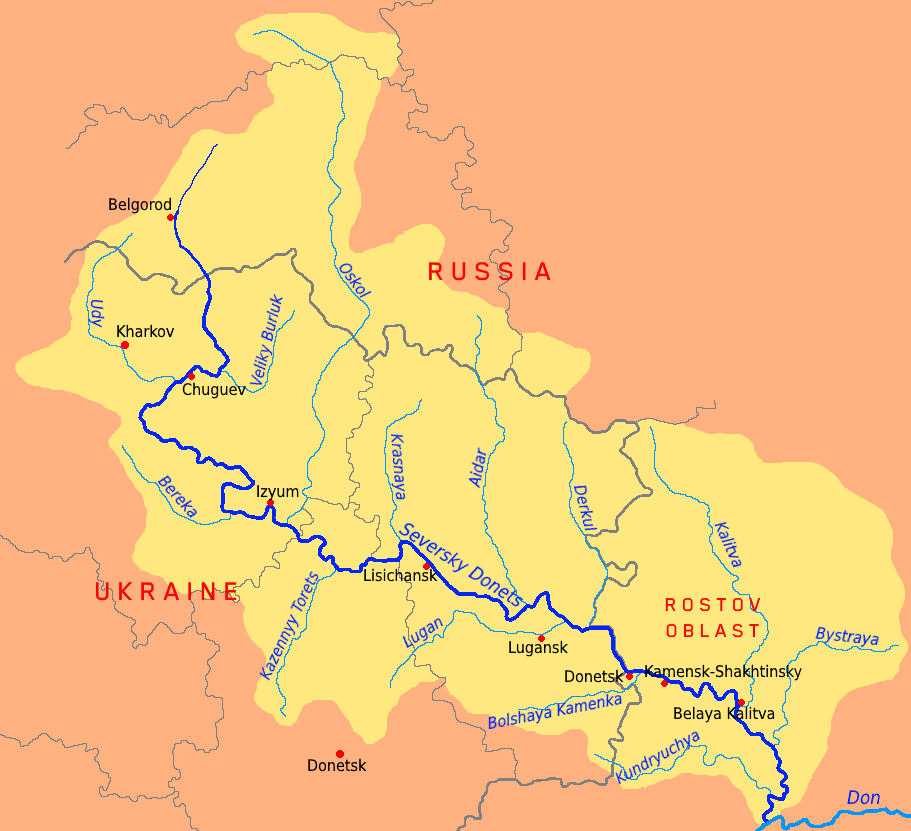
Bassin du Donets

La Kalitva prend sa source près de la frontière avec l'Ukraine, au sud-ouest de la localité d'Osikovka (Russie), sur le versant sud de la chaîne de montagnes Donskaïa. Elle s'écoule ensuite vers le sud, jusqu'à la ville de Belaïa Kalitva, où elle conflue avec la rivière Donets,.